# Casandrino
Casandrino  es un municipio italiano situado en la ciudad metropolitana de Nápoles, en Campania. Tiene una población estimada, a fines de mayo de 2024, de 12 998 habitantes.

## Demografía
| Gráfica de evolución demográfica de Casandrino entre 1861 y 2024 |
|                                                                  |
| Fuente: ISTAT - Elaboración gráfica de Wikipedia                 |